# Klaus Schmidt (arqueólogo)
Klaus Peter Schmidt foi um arqueólogo e professor em arqueologia pre-histórica alemão responsável pela escavação de Göbekli Tepe, o santuário mais antigo do mundo.